# ملاجیق
ملاجیق یکی از روستاهای استان آذربایجان شرقی است که در دهستان نظرکهریزی بخش نظرکهریزی شهرستان هشترود واقع شده‌است.